# Mona Lisa (album)
Mona Lisa è album collaborativo del rapper statunitense Joell Ortiz e del produttore connazionale Apollo Brown, pubblicato nel 2018.
Ritenuto «tra le migliori opere di entrambi», il titolo dell'album si riferisce al fatto che «gli artisti mirano a creare un prodotto duraturo nel tempo, lontano dalle tendenze del periodo».
| Recensione | Giudizio |
| ---------- | -------- |
| AllMusic   | [ 1 ]    |
| HipHopDX   | [ 2 ]    |
| Pitchfork  | [ 3 ]    |

## Tracce
1. Brushstrokes – 0:44
2. Reflection – 3:52
3. My Block – 3:43
4. Cocaine Fingertips – 3:09
5. Grace Of God (feat. DJ Los) – 3:51
6. That Place – 3:36
7. Word... – 3:39
8. Decisions – 3:21
9. Timberlan'd Up (feat. Royce Da 5'9") – 3:29
10. Come Back Home – 3:45
11. Mona Lisa – 2:49

## Classifiche settimanali
| Classifica (2018)     | Posizione massima |
| --------------------- | ----------------- |
| US Independent Albums | 29                |